# Ivan Milat (slikar)
Ivan Milat (Blato na Korčuli, 7. siječnja 1922. – Kutina, 3. kolovoza 2009.), hrvatski slikar

## Životopis
Rođen je u Blatu na Korčuli, a u Dubrovniku živi od 1925. godine, gdje završava Osnovnu i Građansku školu. 1936. godine odlazi u vojsku i u vojnoj glazbenoj školi stječe glazbenu naobrazbu. Nakon kapitulacije Kraljevine Jugoslavije završava u talijanskom zarobljeništvu u Albaniji. 
Nakon povratka na Korčulu 1941. godine upoznaje kipara Ivu Lozicu koji ga inspirira za skulpturu. Nakon Drugog svjetskog rata upisuje Likovnu akademiju, kiparski odsjek, u klasi profesora Vanje Radauša i Frane Kršinića. Na trećoj godini studija ustanovljuje da je obolio od išijasa i da skulptura može samo pogoršati njegovo stanje, te se 1951. odlučuje za studij slikarstva u klasi profesora Otona Postružnika, kod kojega i diplomira.
Nakon Akademije profesorski je staž sticao u Puli, Županji i Kutini, gdje nalazi i svoje stalno mjesto rada i stanovanja. Bio je i kustos Galerije Muzeja Moslavine.
Sa suprugom Silvijom ima četvoro djece: Mladena, Jasminku, Srećka i Zvjezdanu. U umjetničkim vodama su Jasminka, udana Bontek, koja je magistra klavira i živi i radi u Varaždinu kao korepetitor u srednjoj glazbenoj školi, te Zvjezdana udana Mihalke koja je završila akademiju likovnih umjetnosti u Zagrebu (studirala i u Sarajevu) i radi kao likovni pedagog u Kutini.

## Djela
Ivan Milat je zadužio mnoge krajeve Hrvatske zbog izvanrednih pejzaža na kojima je zabilježeno vrijeme koje nestaje. Brojni radovi u olovci, uljima i akvarelima danas čine svojevrsnu historiju Pule, Dubrovnika, Županje, Kutine i Desinića. Njegovo impresionističko oko sintetiziralo je i sačuvalo najbolje tradicije Zagrebačke Akademije. Poznat je i po portretima te mrtvim prirodama. Autor je jednog od najljepših brončanih spomenika u Hrvatskoj, na partizanskoj kosturnici u Kutini.
Likovni kritičar Juraj Baldani o stvaralaštvu Ivana Milata: "Spontanost kreacije, iskrenost u doživljaju i vještina u izvedbi elementi su što karakteriziraju to stvaralaštvo, koje nikada nije prekinulo izravnu vezu sa svojim impulsima i nadahnućima, sa prirodom i ljudima što ga okružuju. Ugrađujući svoju umjetnost u život, Ivan Milat je iz svakodnevnog crpio saznanja, u jednostavnosti nalazio istinu, a kroz emocije težio ljepoti. Bio je i ostao slikar stvarnosti prostora i vremena u kojem živi."
A slikar op-arta i novih tendencija Miroslav Šutej o Milatovim portretima: "Opažamo da je zaokupljen potrebom za prikazivanjem trenutnog osjećaja, konkretizirajući dječju nesputanu intimnost, uzimajući teme koje ga svojom prirodnošću prisiljavaju da se prema njima postavi direktno, a jednostavnost događanja daje svježinu crtežima. Rađeni u dahu, crtež za crtežom, obuzeti koliko modelom, toliko tehnikom i izrazom, ovi crteži zrače šarmantnošću trenutka neuhvatljivog dječjeg svijeta."

## Vanjske poveznice
Blatsko ljeto  Arhivirana inačica izvorne stranice od 4. studenoga 2007. (Wayback Machine)

Muzej Moslavine 1  Arhivirana inačica izvorne stranice od 21. srpnja 2011. (Wayback Machine)

Muzej Moslavine 2  Arhivirana inačica izvorne stranice od 21. srpnja 2011. (Wayback Machine)

Galerija Veliki Kraj  Arhivirana inačica izvorne stranice od 12. listopada 2008. (Wayback Machine)